# Xystrocera sudanica
Xystrocera sudanica là một loài bọ cánh cứng trong họ Cerambycidae.